# Safirlori
Safirlori (latin: Vini peruviana) er en lille papegøje, der lever i Fransk Polynesien og på Cookøerne. Den levede tidligere på 23 øer omkring Tahiti, men lever nu kun på omkring otte øer: Aitutaki, Apataki, Arutua, Kaukura, Manuae, Maupihaa, Motu One, Rangiroa og muligvis også Manihi. Dens fjerdragt er hovedsageligt mørkeblå, men den har et hvidt område øverst på brystet, og på halsen og ansigtet. Safirlorier er aktive fugle, der primært lever af nektar og pollen fra kokospalmer, men de lever også af insekter og andre små planter.

## Udbredelse og levevis
Det menes at safirlorien oprindeligt var endemisk på øerne i Fransk Polynesien, men i dag er den også til stede på Cookøerne, hvor der bor en lille bestand på øen Aitutaki. Ornitologen Dean Amadon, skrev i 1942 at han mente at safirlorien kunne være blevet introduceret til Cookøerne. David Steadman, som studerede områdets uddøde arter, skrev i 1991, at han ikke kunne finde beviser for dette. Han konkluderede dog senere, at safirlorien sandsynligvis var indført på Cookøerne, fordi omfattende udgravninger af fossiler havde fundet rester af andre lori-arter, men ingen fra safirlorien.
Safirlorien lever i skovklædte områder, inklusiv menneskedyrkede områder. Den er mest udbredt blandt bevoksninger af kokospalmer og heliotrop.

## Udseende
Safirlorien er ca. 18 cm lang med en kort afrundet hale. Dens fjerdragt er hovedsageligt mørkeblå, og den har et hvidt område øverst på brystet, og på halsen og ansigtet. Strittende fjer på toppen af dens hoved udgør lyseblå striber. Dens næb og ben er orange, og dens øjenfarve er gulbrun. Voksne hanner og hunner ser identiske ud i deres ydre. Ungerne mangler den voksnes hvide hals. Den er grå til mørkeblåt i stedet. Ungerne har også en sort næb, mørkebrune øjne, og deres ben er orangebrune. Safirloriens blå fjerdragt, minder meget om den beslægtede Ultramarin lori, men er ellers meget usædvanlig hos papegøjer.

## Adfærd
Safirlorien sover i kokospalmer. De vågner ved daggry og synger og plejer deres fjer inden de finder føde. De opholder sig normalt i små flokke på under ti fugle. I løbet af dagen bliver det for varmt for dem, så de hviler skygge, hvorefter de igen begynder at spise om eftermiddagen. Ved skumring flyver de rundt i grupper og synger indtil det bliver mørkt, hvor de trækker sig tilbage til palmetræerne for at sove igennem natten.

### Føde
Safirlorier lever af nektar og pollen fra kokospalmer, samt andre planter fra blandt andet kattehale-familien, banan-slægten og krap-familien. På Rangiroa spiser de for det meste af kokosnøddeblomster ifølge en tre ugers undersøgelse. De spiser lydløst i små grupper og bruger deres børstelignende tunge til at samle nektar og pollen op. Hvis blomster ikke er helt åbne, bruger de deres næb til at åbne dem. Når alle blomsterne på det ét træ er løbet tør for nektar og pollen, flytter de til det næste træ, mens de kalder. De lever også af bløde frugter, bladskud, og insekter fra skovbunden.

## Konservation
Safirlorien er truet ifølge IUCN's rødliste. Dette skyldes primært invasive arter blandt andet katte, rotter, kærhøge og myg, der bærer på fuglemalaria.